# Караччоло, Иннико (старший)
Иннико Карачолло старший (итал. Innico Caracciolo senior; 7 марта 1607, Неаполь, Неаполитанское королевство — 30 января 1685, там же) — итальянский куриальный кардинал. Архиепископ Неаполя с 7 марта 1667 по 30 января 1685. Кардинал in pectore c 15 февраля 1666 по 7 марта 1667. Кардинал-священник с 7 марта 1667, с титулом церкви Сан-Клементе с 18 июля 1667 по 30 января 1685. 